# Adrienne Elisha
Adrienne Elisha (geboren am 10. August 1958 in Glen Cove, Long Island, New York; gestorben am 12. Juni 2017 in Höxter) war eine US-amerikanische Komponistin und Bratschistin.
Elisha studierte an der Indiana University in Bloomington Komposition bei John Eaton, Donald Erb, Bernhard Heiden, Juan Orrego-Salas und Leonard Bernstein. Sie erhielt ein Diplom als Bratschistin am Cleveland Institute of Music, wo sie Assistentin von Heidi Castleman war, absolvierte ein Dissertationsstudium an der University of Buffalo bei David Felder und unterrichtete Komposition am Vassar College in Poughkeepsie.
1995 wurde ihr Werk Passages vom Ohio Chamber Orchestra unter Leitung von David Lockington uraufgeführt. 1996 war sie als Komponistin und Bratschistin Gast beim Musikfestival Warschauer Herbst, wo ihre Kompositionen aufgeführt wurden und sie Werke für Bratsche solo spielte. Die National Music Teachers' Association zeichnete sie 1997 als Ohio Composer of the Year 1997 aus. Ihr Cellokonzert Cry of the Dove, das sie für den Cellisten Steven Elisha schrieb, wurde von diesem und der Cleveland Chamber Symphony 2000 uraufgeführt. Sie schrieb u. a. Vega Nor für Streichquartett, Anthelion für Flöte, Klarinette, Violine, Cello, Klavier und Schlagzeug, Lithuanian Dances für Kammerorchester, und Azure für acht Streicher.
Weitere Kompositionsaufträge erhielt sie u. a. vom Chamber Orchestra of Boston, dem American Chamber Ensemble, dem Ensemble Eighth Blackbird, dem Denali Ensemble, dem New York New Music Ensemble und dem Arditti String Quartet. Werke von ihr wurden unter anderem beim Festival June in Buffalo, dem Colorado Springs New Music Symposium, dem Chintimini Chamber Music Festival und dem International Bartók Festival in Szombathely aufgeführt.
Sie war Stipendiatin im Herrenhaus Edenkoben (2009), in der MacDowell Colony in Peterborough, New Hampshire (2012) und im Rockefeller Center in Bellagio, Italien (2013).